# Брянка (Красноярский край)
Бря́нка — посёлок в Северо-Енисейском районе Красноярского края России.
До 2001 года на уровне муниципального устройства и до 2005 года на уровне административно-территориального устройства являлся административным центром Брянковского сельсовета.

## География
Расположен на реке Большой Пит (правый приток Енисея), при впадении реки Брянки, в 168 км к югу от районного центра — посёлка Северо-Енисейский. Через посёлок проходит региональная автодорога 04К-053 Епишино — Северо-Енисейский. Расстояние от Епишино — 125 км.

## История
Развитие посёлка началось с начала 1920-х годов. Посёлок расстраивался и к 1943 году здесь уже стоял кожзавод, кирпичный завод, построена электростанция, работающая на древесном топливе. Имелся конный двор, гараж. Коней было более 100 голов, без молодняка. На острове, чуть выше посёлка, располагалась нефтебаза. И хотя весной грузы с 1955 года доставлялись судами по Большому Питу, в поселке имелся большой флот илимок, которые доставляли грузы из Усть-Пита, Сухого Пита на Брянку, а из Пит-городка возили молоко, птиц, свиней, овощи. Главными предприятиями посёлка в это время становятся: Брянковский заготовительно-складской цех, автотранспортное и продснаб, главным направлением работы которых была приёмка грузов во время караванов, его вывозка и хранение, заготовка древесины для нужд района.
Мост через Большой Пит начали строить в 1985 году и в мае 1989 года мост вступил в эксплуатацию. Почти в это время начинается движение по дороге Епишино-Брянка, которая вошла в Северно-Енисейский тракт, протяжённостью 294 км, включающая 30 мостов.

## Население
| 2000 | 2001 | 2002 | 2003 | 2004 | 2005 |
| ---- | ---- | ---- | ---- | ---- | ---- |
| 839  | ↘763 | ↘740 | ↘715 | ↘704 | ↘700 |
| 2006 | 2007 | 2008 | 2010 |      |      |
| ↘689 | ↘658 | ↘627 | ↗651 |      |      |

Население за последние десять лет резко сократилось, хотя в последние года заметен небольшой прирост. В настоящее время в посёлке нет никаких градообразующих предприятий и население работает в основном на предприятиях социальной и торговой сферы.

## Образование
На правом берегу Пита в 1936 году была открыта начальная школа. С 1937 года это уже семилетняя школа, с 1953 года — десятилетняя.
В 1999 году было построено новое двухэтажное здание школы со спортивным и актовым залами, столовой и кабинетами, но из-за резкого сокращения учеников под школу занята только часть здания.